# Шуміца
Шуміца (рум. Șumița) — село у повіті Караш-Северін в Румунії. Входить до складу комуни Лепушнічел.
Село розташоване на відстані 314 км на захід від Бухареста, 44 км на південний схід від Решиці, 116 км на південний схід від Тімішоари, 146 км на північний захід від Крайови.

## Населення
За даними перепису населення 2002 року у селі проживали 145 осіб.
Національний склад населення села:
| Національність | Кількість осіб | Відсоток |
| -------------- | -------------- | -------- |
| чехи           | 139            | 95,9%    |
| румуни         | 6              | 4,1%     |

Рідною мовою назвали:
| Мова      | Кількість осіб | Відсоток |
| --------- | -------------- | -------- |
| чеська    | 138            | 95,2%    |
| румунська | 6              | 4,1%     |